# كنوت هيلتنس
كنوت هيلتنس (بالبوكمول: Knut Hjeltnes) هو منافس ألعاب قوى نرويجي، ولد في 8 ديسمبر 1952 في Ulvik (village) ‏ في النرويج.

## وصلات خارجية
- كنوت هيلتنس على موقع الاتحاد الدولي لألعاب القوى (الإنجليزية)
- كنوت هيلتنس على موقع اللجنة الأولمبية الدولية (الإنجليزية)
- كنوت هيلتنس على موقع أوليمبيديا (الإنجليزية)